# Rhesala
Rhesala là một chi bướm đêm thuộc họ Erebidae.

## Loài
- Rhesala imparata Walker, 1858